# Украинская народная песня
Украинская народная песня (укр. Українська народна пісня) — фольклорное произведение украинского народа, которое сохраняется в народной памяти и передаётся из уст в уста.
Произведения обычно анонимные, потому что имена авторов, как правило, неизвестны. Народная память сохранила лишь некоторые имена авторов народных песен. Это Маруся Чурай, автор песен «Ой, не ходи, Грицю, та й на вечорниці», «Засвіт встали козаченьки» — это казак Семен Климовский — «Ехал казак за Дунай». Другая часть народных песен литературного происхождения — «Ревёт и стонет Днепр широкий» — Т. Г. Шевченко, «Ніч яка місячна» — Старицкий.

## Жанры
Народные песни имеют много жанров:
- Веснянки (гаивки)
- Свадебные песни
- Плач
- Шуточные песни
- Исторические песни
- Казачьи песни и думы
- Колыбельная песня
- Колядки и щедровки
- Крепостные песни
- Купальские песни
- Лирические песни и баллады
- Батрацкие песни
- Обрядовые песни
- Бытовые песни
- Рекрутские песни
- Стрелковые песни
- Патриотические песни
- Повстанческие песни
- Танцы и хороводы
- Чумацкие песни
- Щедровки

## Известные песни
- Ти ж мене підманула[1]
- Ой ти, Галю[2]
- Розпрягайте, хлопці, коні[3]
- Ехал казак за Дунай [4]
- Щедрик — рождественская украинская народная песня, получившая всемирную популярность в музыкальной обработке Николая Леонтовича.
- Несе Галя воду[5]
- Ой, у вишневому саду
- Ніч яка місячна[6]
- Ой, чий то кінь стоїть[7]
- Їхали козаки із Дону додому
- Гуцулка Ксеня